# Junie Sanders
William Laquan Sanders, detto Junie (Brooklyn, 12 maggio 1972), è un ex cestista statunitense.

## Palmarès
- All-USBL First Team (1999)
- USBL Sixth Man of the Year (2002)
- All-NBDL Second Team (2004)